# Place Aimé-Delrue
La place Aimé-Delrue est une voie de Nantes.

## Situation et accès
Établie sur la rive sud de l'ancienne île Gloriette,  dans le centre-ville de Nantes, sur les bords de la Loire (bras de la Madeleine), la place est située à l'extrémité nord du pont Général-Audibert. Elle permet la jonction entre les quais Magellan et Moncousu, et est également au débouché sud de la chaussée de la Madeleine et du boulevard Jean-Monnet.
L'angle nord-ouest de la place est occupé par l'hôpital de la mère et de l'enfant dépendant du CHU de Nantes.

## Origine du nom
Elle rend hommage à Aimé Delrue (1902-1961),, modeste commerçant droguiste du quartier (sa boutique se trouvait nos 47-49 chaussée de la Madeleine), philanthrope et « bon vivant » qui, à la tête du comité des Fêtes de la ville relance les festivités du Carnaval de Nantes après la Seconde Guerre mondiale. Avant cette date, elle a pour nom « place Romaine ».

## Historique
Au XIIe siècle, il existe, sur le côté nord-est de la place, une chapelle dédiée à sainte Madeleine, qui fut le siège d'un prieuré fondé le 9 octobre 1119 par le duc Conan III, dit « le Gros ». Cette chapelle dépendait alors de l'église Sainte-Croix, et donnera son nom à la prairie environnante qui fut traversée par la chaussée homonyme.
Cette chaussée fait alors partie du seul axe routier qui permettait de franchir la Loire entre le cœur de la « Cité des ducs », formé par l'actuel quartier du Bouffay, et le faubourg de Pirmil sur la rive gauche (actuel quartier Saint-Jacques).
Le prieuré est fermé au moment la Révolution, tandis que la chapelle est détruite en 1865,.
En 1655, la ville transfère l'hôtel-Dieu sur le site qu'il occupe actuellement. Au fil des siècles, l'établissement hospitalier prend de l'ampleur. Il est reconstruit au milieu du XIXe siècle par l'architecte Joseph-Fleury Chenantais. Le plan Amouroux de 1854 indique qu'à cette époque un « bureau de Pesage pour les foins » existe sur la place, car le quai Moncousu était alors essentiellement destiné au déchargement de ce fourrage.
Lors de la Seconde Guerre mondiale, les bombardements alliés du 16 septembre 1943, détruisent la majeure partie de l'hôtel-Dieu. À la fin du conflit, la reconstruction de l'hôpital menée par l'architecte Michel Roux-Spitz, reconfigure le paysage de la place. Les immeubles qui occupent encore son angle nord-ouest furent démolis pour laisser la place à ce qui allait devenir le principal pôle du centre hospitalier universitaire de Nantes.
Elle prend son nom actuel, par décision du conseil municipal du 8 octobre 1965.
En 1988, le boulevard Jean-Monnet destiné à doubler la chaussée de la Madeleine, qui reste un axe important de franchissement de la Loire, est ouvert à la circulation. La ligne 2 du tramway est inauguré à son tour en 1992 avec l'aménagement d'une station Aimé-Delrue au nord de la place. La ligne 3, inaugurée en 2000, est venue la compléter.